# 최보근
최보근(2000년 12월 24일 ~)은 대한민국의 배우이자 2021년 드라마 '하이클래스'로 데뷔하였다.

## 드라마
- 2021년 tvN 하이클래스 - 이준모 역